# Olympische Sommerspiele 2016/Teilnehmer (Malta)
| Gelbes Symbol für Goldmedaillen mit stilisierten Olympischen Ringen | Graues Symbol für Silbermedaillen mit stilisierten Olympischen Ringen | Braundes Symbol für Bronzemedaillen mit stilisierten Olympischen Ringen |
| ------------------------------------------------------------------- | --------------------------------------------------------------------- | ----------------------------------------------------------------------- |
| —                                                                   | —                                                                     | —                                                                       |

Malta nahm an den Olympischen Spielen 2016 in Rio de Janeiro teil. Es war die insgesamt 16. Teilnahme an Olympischen Sommerspielen.
Das Malta Olympic Committee nominierte sieben Athleten in vier Sportarten. Andrew Chetcuti war Fahnenträger bei der Eröffnungsfeier.

## Teilnehmer nach Sportarten

### Gewichtheben
| Athleten      | Wettbewerb       | Reißen  | Reißen        | Stoßen        | Stoßen        | Zweikampf     | Zweikampf     | Rang          |
| Athleten      | Wettbewerb       | Gewicht | Rang          | Gewicht       | Rang          | Gewicht       | Rang          | Rang          |
| ------------- | ---------------- | ------- | ------------- | ------------- | ------------- | ------------- | ------------- | ------------- |
| Männer        |                  |         |               |               |               |               |               |               |
| Kyle Micallef | Klasse bis 85 kg | 118 kg  | nicht beendet | nicht beendet | nicht beendet | nicht beendet | nicht beendet | nicht beendet |

### Leichtathletik
Laufen und Gehen 
| Athleten            | Wettbewerb | Runde 1 | Runde 1 | Halbfinale    | Halbfinale    | Finale        | Finale        | Rang |
| Athleten            | Wettbewerb | Zeit    | Rang    | Zeit          | Rang          | Zeit          | Rang          | Rang |
| ------------------- | ---------- | ------- | ------- | ------------- | ------------- | ------------- | ------------- | ---- |
| Frauen              |            |         |         |               |               |               |               |      |
| Charlotte Wingfield | 100 m      | 11,86 s | 1       | 11,90 s       | 57            | ausgeschieden | ausgeschieden | 57   |
| Männer              |            |         |         |               |               |               |               |      |
| Luke Bezzina        | 100 m      | 11,04 s | 82      | ausgeschieden | ausgeschieden | ausgeschieden | ausgeschieden | 82   |

### Schießen
| Athleten         | Wettbewerb            | Qualifikation   | Qualifikation | Finale          | Finale        | Ringe/ Scheiben | Rang |
| Athleten         | Wettbewerb            | Ringe/ Scheiben | Rang          | Ringe/ Scheiben | Rang          | Ringe/ Scheiben | Rang |
| ---------------- | --------------------- | --------------- | ------------- | --------------- | ------------- | --------------- | ---- |
| Frauen           |                       |                 |               |                 |               |                 |      |
| Eleanor Bezzina  | Luftpistole 10 Meter  | 379,0           | 21            | ausgeschieden   | ausgeschieden | 379,0           | 21   |
| Eleanor Bezzina  | Sportpistole 25 Meter | 283,0           | 36            | ausgeschieden   | ausgeschieden | 283,0           | 36   |
| Männer           |                       |                 |               |                 |               |                 |      |
| William Chetcuti | Doppeltrap            | 123,0           | 17            | ausgeschieden   | ausgeschieden | 123,0           | 17   |

### Schwimmen
| Athleten        | Wettbewerb     | Vorlauf | Vorlauf | Halbfinale    | Halbfinale    | Finale        | Finale        | Rang |
| Athleten        | Wettbewerb     | Zeit    | Rang    | Zeit          | Rang          | Zeit          | Rang          | Rang |
| --------------- | -------------- | ------- | ------- | ------------- | ------------- | ------------- | ------------- | ---- |
| Frauen          |                |         |         |               |               |               |               |      |
| Nicola Muscat   | 50 m Freistil  | 26,60 s | 53      | ausgeschieden | ausgeschieden | ausgeschieden | ausgeschieden | 53   |
| Männer          |                |         |         |               |               |               |               |      |
| Andrew Chetcuti | 100 m Freistil | 51,37 s | 51      | ausgeschieden | ausgeschieden | ausgeschieden | ausgeschieden | 51   |